# 平戸市立中野中学校
平戸市立中野中学校（ひらどしりつ なかのちゅうがっこう、Hirado City Nakano Junior High School）は、長崎県平戸市中野大久保町にある公立中学校。略称は「中野中」（なかのちゅう）。

## 概要
歴史
1947年（昭和22年）の学制改革の際に新制中学校として発足した。2017年（平成29年）に創立70周年を迎えた。
校訓
「自律・創造・敬愛」
校章
校区
住所表記で平戸市の後に「大山町、川内町、中野大久保町、水垂町（一部を除く）、山中町、坊方町、下中野町、古江町、主師町」が続く地域。中学校区は平戸市立中野小学校。

## 沿革
- 1947年（昭和22年）4月1日 - 学制改革（六・三制の実施）が行われる。
  - 旧・中野村国民学校の初等科（6ヶ年）が改組され、「中野村立中野小学校」が発足。
  - 旧・中野村国民学校の高等科（2ヶ年）と中野青年学校の普通科が改組され、「中野村立中野中学校」が発足し、小学校の一部と中野公会堂を使用して授業が行われる。
- 1951年（昭和26年）- 新校舎が完成。
- 1955年（昭和30年）4月1日 - 町村合併および市制施行により、「平戸市立中野中学校」（現校名）に改称。

## 部活動
- 相撲部
- 男子ソフトテニス部
- 女子ソフトテニス部

## アクセス
最寄りのバス停
- 西肥自動車（西肥バス） 「小橋」バス停

最寄りの国道・県道
- 国道383号

## 周辺
- 平戸市中野ふれあい会館
- 平戸市立中野小学校
- 川内郵便局
- 皇大神社

## 参考資料
- 「平戸市史（復刻版）」（1983年（昭和58年）3月10日発行, 平戸市）

## 関連事項
- 長崎県中学校一覧